# Max Muss
Max Ludwig Adolf Muss (* 8. April 1885 in Bad Schwartau; † 12. Februar 1954 in Darmstadt) war ein deutscher Hochschullehrer.

## Leben
Max Ludwig Adolf Muss wurde im April 1885 als Sohn des Gärtnereibesitzers Ludwig Adolf Muss und dessen Ehefrau Johanna Röhmer in Bad Schwartau geboren. Nach der Mittleren Reife absolvierte er ab 1901 zunächst eine Banklehre bei der Oldenburgischen Spar- und Leihbank und wurde anschließend Bankangestellter. 1906/07 leistete er seinen einjährigen Militärdienst. Ab 1909 studierte Muss Nationalökonomie, Geschichte, Statistik und Ethnographie an der Universität Leipzig. Das Studium schloss er am 26. April 1913 mit dem Doktor der Philosophie ab. Der Titel der Arbeit lautete: Die Staatliche Kreditanstalt des Herzogtums Oldenburg. 
Anschließend war er ein Jahr wissenschaftlicher Hilfsarbeiter des Rheinisch-Westfälischen Wirtschaftsarchivs und der Rheinischen Gesellschaft für wissenschaftliche Forschung in Köln. Von 1915 bis 1918 nahm er als Soldat am Ersten Weltkrieg teil.
Am 1. Januar 1919 trat er eine Stelle als Assistent am Staatswissenschaftliches Seminar der Universität Leipzig an. In seiner Leipziger Zeit war Muss Mitglied in einer demokratischen Studentenverbindung und war 1919/20 Vorsitzender des demokratischen Studentenvereins. Muss habilitierte sich im Mai 1921. Das Thema seiner Habilitationsschrift lautete „Der bankmässige Zahlungsausgleich in Deutschland: Eine Studie über Theorie und Aufbau des deutschen Giro- und Scheckwesens“. Fortan war er Privatdozent für Volkswirtschafts- und Privatwirtschaftslehre an der Universität Leipzig. Im Jahr darauf erhielt er eine außerordentliche Professur an der Universität Rostock. 
Zum 1. April 1924 wurde er auf eine ordentliche Professor für Volkswirtschaftslehre an der TH Darmstadt berufen. Muss trat damit die Nachfolge Franz Berghoff-Isings an, der im April 1920 verstorben war. Zeitgleich übernahm Muss auch die Leitung des staatlichen Wirtschaftsinstituts in Hessen. Die Berufung von Max Muss stand im Zusammenhang mit der kurz zuvor beschlossenen Gründung einer eigenständigen Abteilung für Kultur- und Staatswissenschaften an der TH Darmstadt. Damit wurde dem Bedeutungszuwachs dieser Fächer in der Ausbildung Rechnung getragen. Dennoch behielten diese Fächer bis zum Ausbau der Hochschule nach dem Ende des Zweiten Weltkriegs den Status von Ergänzungsfächern.  
Max Muss hatte einen maßgeblich Anteil beim Auf- und Ausbau dieser neuen Abteilung. Von 1928 bis 1930 war er Dekan der Abteilung Kultur- und Staatswissenschaften. 
Die Haltung von Max Muss gegenüber dem NS-Regime ist nicht eindeutig zu beantworten. Zwar trat er weder der NSDAP, der SA noch der SS bei. Allerdings stand er den Kriegszielen unkritisch gegenüber. Zudem war er an „kriegswichtigen Rüstungsforschungsprojekten“ beteiligt. So war er 1942 Leiter der Hochschularbeitsgemeinschaft für Raumforschung an der TH Darmstadt. 
Nach der Schließung der TH Darmstadt Ende März 1945 durch die amerikanische Militärbehörde beteiligte sich Muss an den Bemühungen zahlreicher Professoren für eine schnelle Wiedereröffnung. Muss wurde am 28. April 1945 in den sogenannten „Vertrauensausschuss“ gewählt. Diesem gehörten außerdem der Mechanikprofessor Wilhelm Schlink sowie der Bauingenieur Erich Reuleaux an. Da Muss ab Juli 1945 auch beim Wirtschaftsinstitut Hessen und dem Amt für Landesstatistik tätig war, trat er aus dem Vertrauensausschuss aus. Ihm folgte Alwin Walther nach.
Von 1946 bis 1949 war Muss der erste Dekan der neu gegründeten Fakultät für Kultur- und Staatswissenschaften der TH Darmstadt. In dieser Zeit war er maßgeblich an der Entwicklung des neuen Studiengangs Wirtschaftsingenieurwesen/Fachrichtung Maschinenbau beteiligt. 1953 wurde er emeritiert. 
Max Muss starb im Alter von 78 Jahren in Darmstadt. Er war seit 1914 mit Elisabeth Säuberlich verheiratet.

## Veröffentlichungen
- 1913: Die Staatliche Kreditanstalt des Herzogtums Oldenburg, Tübingen.
- 1920: Leopold Bleibtreu (1777–1839), Essen.
- 1922: Der bankmässige Zahlungsausgleich in Deutschland : Eine Studie über Theorie u. Aufbau d. deutschen Giro- u. Scheckwesens, Berlin.
- 1924: Die deutsche Volkswirtschaft als Organismus, Leipzig.
- 1932: Die Wirtschaftskrise in Deutschland, Stuttgart.
- 1935: Die Struktur der modernen Wirtschaft : Ein Überblick über die Zusammenhänge, die Gestaltungen und Kräfte in der Volkswirtschaft, Berlin.
- 1938: Aufgabe Technische Hochschule Darmstadt, in: Konrad Meyer (Hrsg.): Volk und Lebensraum. Forschung im Dienste von Raumordnung und Landesplanung, Heidelberg, S. 510–515.